# Jargon de Padonkaffsky

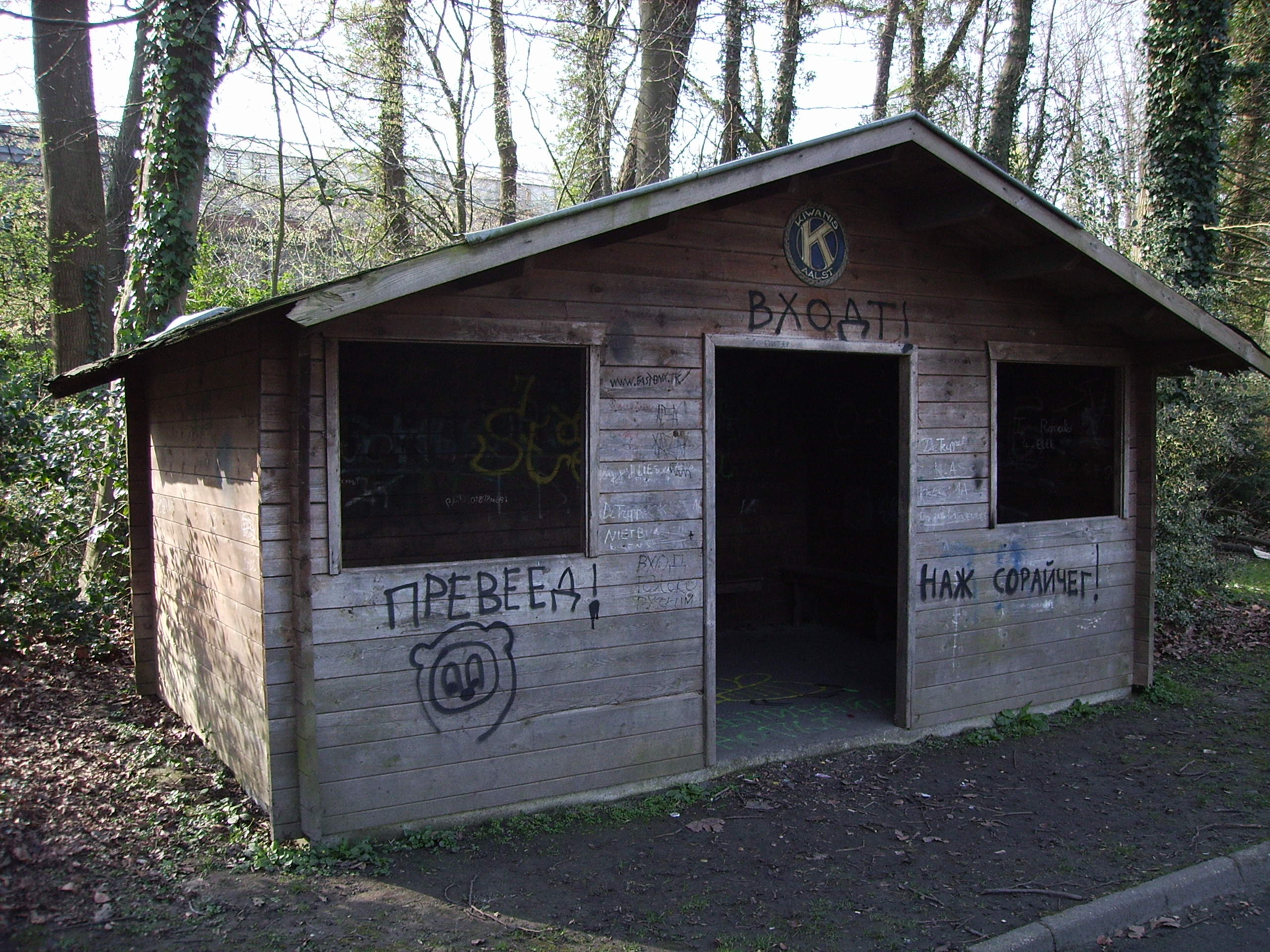
Le jargon Padonkaffsky utilisé dans les graffitis du parc municipal d'Alost, Belgique

Le jargon de Padonkaffsky (en russe : язык падонкафф), également connu sous le nom d'olbanien (en russe : олбанский), est un argot Internet développé par la communauté Internet russe, Runet, aussi appelé padonki (en russe : падонки). Il est comparable au Leet en anglais.
Le jargon Padonkaffsky devient ensuite très populaire et Dmitri Medvedev suggère même avec humour que l'olbanien soit enseigné dans les écoles,.

## Origine et étymologie
Le terme olbanien est une altération du mot albanais, bien que l'albanais ne soit pas utilisé pour créer l'argot olbanien.
Apprenez l'olbanien ! ( Russe : Учи олбанский!) est une expression populaire qui a été inventée lors d'un incident survenu en 2004 dans LiveJournal lorsqu'un utilisateur anglophone a trouvé un message écrit en russe, qu'il n'a pas compris et n'a pas pu traduire. Il demande quelle langue est utilisée. On lui a dit en plaisantant que le message était en albanais. Il a demandé pourquoi les gens publiaient des messages en albanais en disant :
Parce que? C'est LIVEJOURNAL. Un web américain site. Pas un Albanais ; (#*!@()! site. De plus, être Américain signifie que le reste du monde devrait devoir s’occuper de moi. Mais ce n'est que mon point de vue. (Anglais : Because? It's LIVEJOURNAL. An American website. Not an albanian; (#*!@()! site. Plus, being an American means that the rest of the world should have to cater to me. But that's just mypointofview.)
En réaction à ce commentaire, un mème Internet a été lancé, invitant l'utilisateur anglophone à apprendre l'albanais ! et l'inonder d’E-mails, de SMS et d'appels sur son téléphone portable personnel. Finalement, l'utilisateur de langue anglaise a écrit des excuses en russe, expliquant qu'il maîtrisait la langue albanaise.
Depuis, la demande « Apprendre l'olbanien ! » est devenu une réponse amicale à toute personne utilisant une grammaire incorrecte ou disant quelque chose qui n'a pas de sens.
Une invitation à « Apprendre l'olbanien ! » s'adressait à Madonna en 2006, lorsque dans son blog elle utilisait un traducteur électronique pour s'adresser à ses fans russes et les appelait par erreur « ventilateurs russes » (par exemple en confondant « fan (admirateur) » et « ventilateur (fan en anglais) », alors que ce dernier signifie ventilyator en russe).

## Utilisation et développement
Le langage a été développé pour la première fois en 1997 par des intellectuels ayant accès à Internet qui développaient et utilisaient des logiciels open source LiveJournal et FidoNet russe. Il s'agissait de journalistes, d'administrateurs système et de professionnels titulaires de diplômes universitaires.
La langue est basée sur une orthographe sensationnelle (principalement phonétique, mais aussi contrephonétique) des langues russe et ukrainienne utilisant souvent des grossièretés. Il combine une  orthographe complexe avec une utilisation créative des idiomes et de l'expression littéraire. Il est souvent utilisé pour exprimer un désaccord, pour s'amuser ou pour créer une satire politique. Il a été popularisé par la sous-culture padonki sur des sites comme Udaff.com et Fuck.ru (actuellement disparus) créés par l'entrepreneur Egor Lavrov et Konstantin Rykov, aujourd'hui député à la Douma.
Le jargon Padonkaffsky est difficile à traduire avec un dictionnaire traditionnel car de nombreuses fautes d'orthographe impliquent également des jeux de mots et de l'argot culturel. La langue Padonkaffsky est devenue courante et est courante dans la culture vernaculaire et populaire russe. En conséquence, les sites Web sur lesquels le langage Padonkaffsky est apparu à l’origine sont désormais dominés par un autre type de contenu à forte valeur choc, le contenu pour adultes.

## Règles
La lettre non accentuée ‹ о › est remplacée par ‹ а ›, et parfois l'inverse. Les lettres non accentuées ‹ е ›, ‹ и › et ‹ я › sont également interchangeables. ‹ в › peut être remplacé par ‹ ф › et ‹ фф ›, le suffixe ‹ -ик › devient ‹ -ег ›, ‹ жи ›, ‹ жы ›, ‹ я ›, ‹ йа › etc.[réf. nécessaire]</link> Exemples : превед ( PREVED, de привет privet 'salut !'), аффтар afftar (de автор avtor 'auteur'), йад (de яд yad 'poison'), etc.